# Caprimulgus pectoralis
Caprimulgus pectoralis là một loài chim trong họ Caprimulgidae.